# Opel Astra K
| Sterne im Euro-NCAP-Crashtest (2015) | 5 Sterne im Euro-NCAP-Crashtest |

Der Opel Astra K ist ein Pkw-Modell der Kompaktklasse des Automobilherstellers Opel und der Nachfolger des Opel Astra J. Der Wagen wurde der Öffentlichkeit auf der IAA 2015 in Frankfurt am Main vorgestellt. Produziert wurde er ab Juli 2015 in den Opel/Vauxhall-Werken im britischen Ellesmere Port und im polnischen Gleiwitz. Im November 2015 wurde er mit dem Goldenen Lenkrad in der Klasse Kompaktwagen ausgezeichnet, 2016 außerdem als europäisches Auto des Jahres (Car of the Year) – der wichtigste europäische Automobilpreis. In China wurde die Baureihe als Buick Verano, in Australien als Holden Astra verkauft.
2019 wurde der Astra K überarbeitet, ehe 2021 das Nachfolgemodell Astra L vorgestellt wurde.

## Geschichte
Die fünfte Astra-Generation hatte ihre Weltpremiere auf der IAA im September 2015. Sie wurde als fünftürige Kombilimousine und als Sports Tourer genannte Kombiversion präsentiert. Eine Stufenhecklimousine gibt es vom Astra K nicht mehr; bis 2018 wurde noch die Limousine des Vorgängers Astra J verkauft, danach wurde sie ersatzlos eingestellt.
Im September 2017 erreichte der Astra europaweit Platz 2, in manchen Ländern sogar Platz 1 bei den Zulassungen.
Am 3. Juli 2019 stellte Opel das überarbeitete Modell des Astra K vor.
Bereits Ende Juni 2019 hatte Opel mitgeteilt, dass das Nachfolgemodell 2021 auf den Markt kommen und erstmals auf einer PSA-Plattform aufbauen werde. Es solle in Rüsselsheim und Ellesmere Port gebaut werden.

## Modellvarianten
- fünftüriges Schrägheck
- fünftüriger Kombi (Sports Tourer)[10]

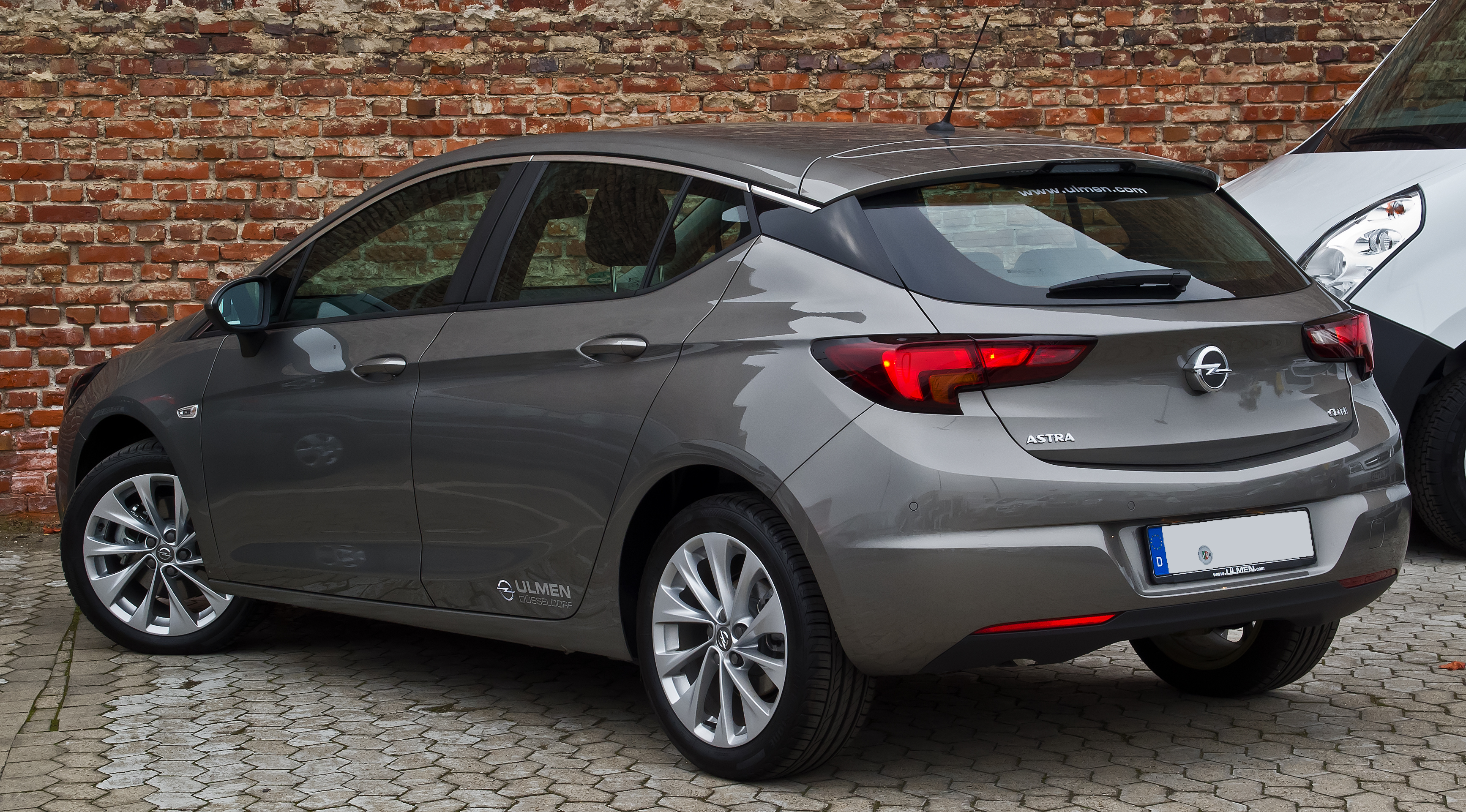
Heckansicht
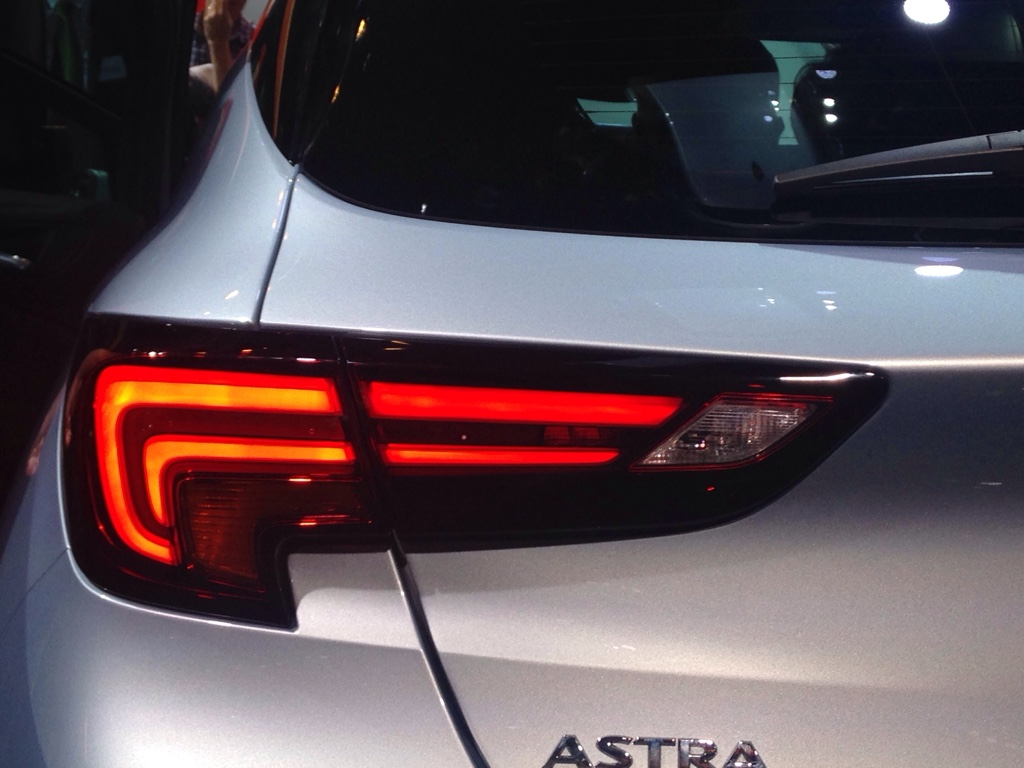
LED-Rücklicht (Sonderausstattung)
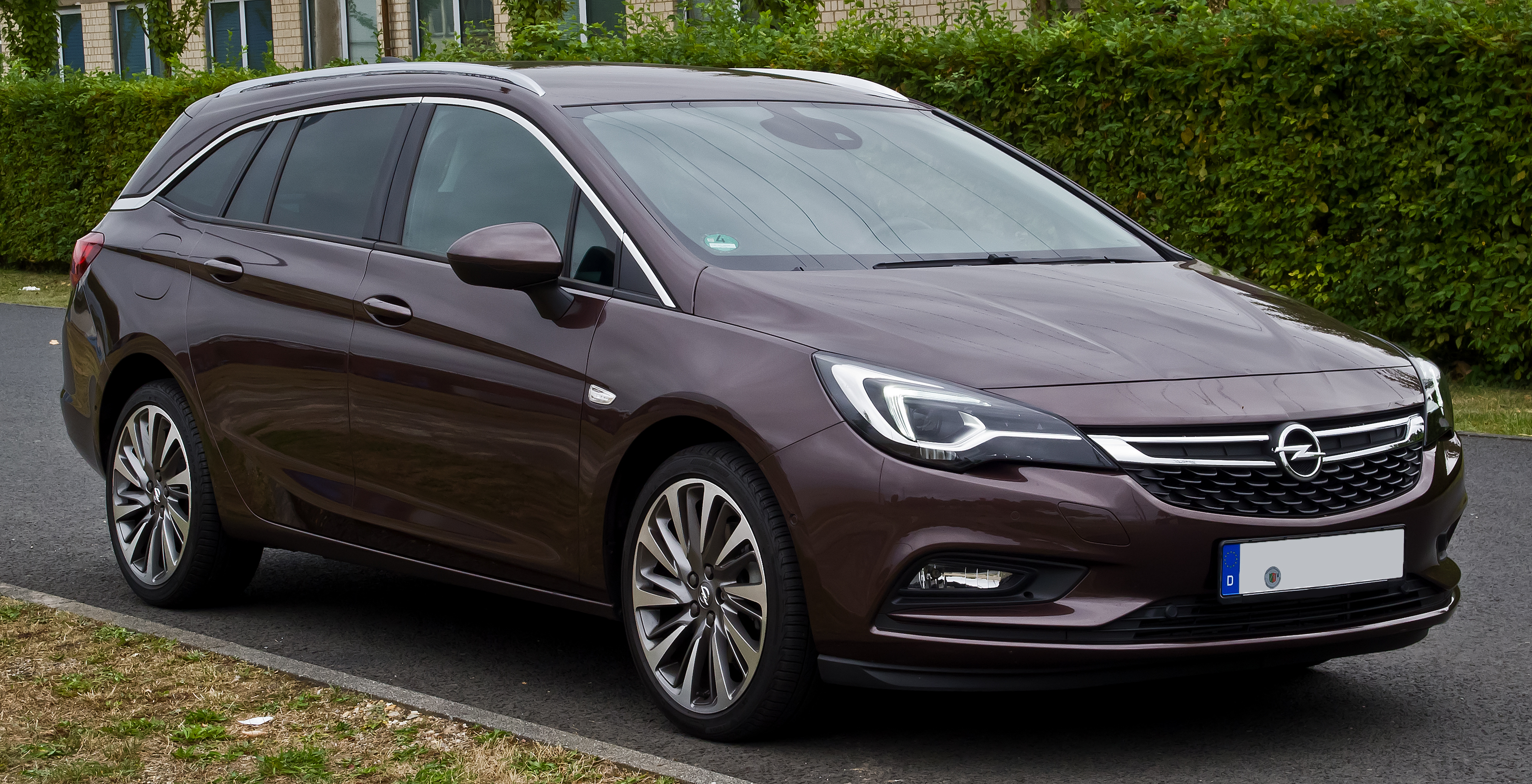
Astra Sports Tourer 1.6 BiTurbo CDTI ecoFLEX Innovation (2016–2019)
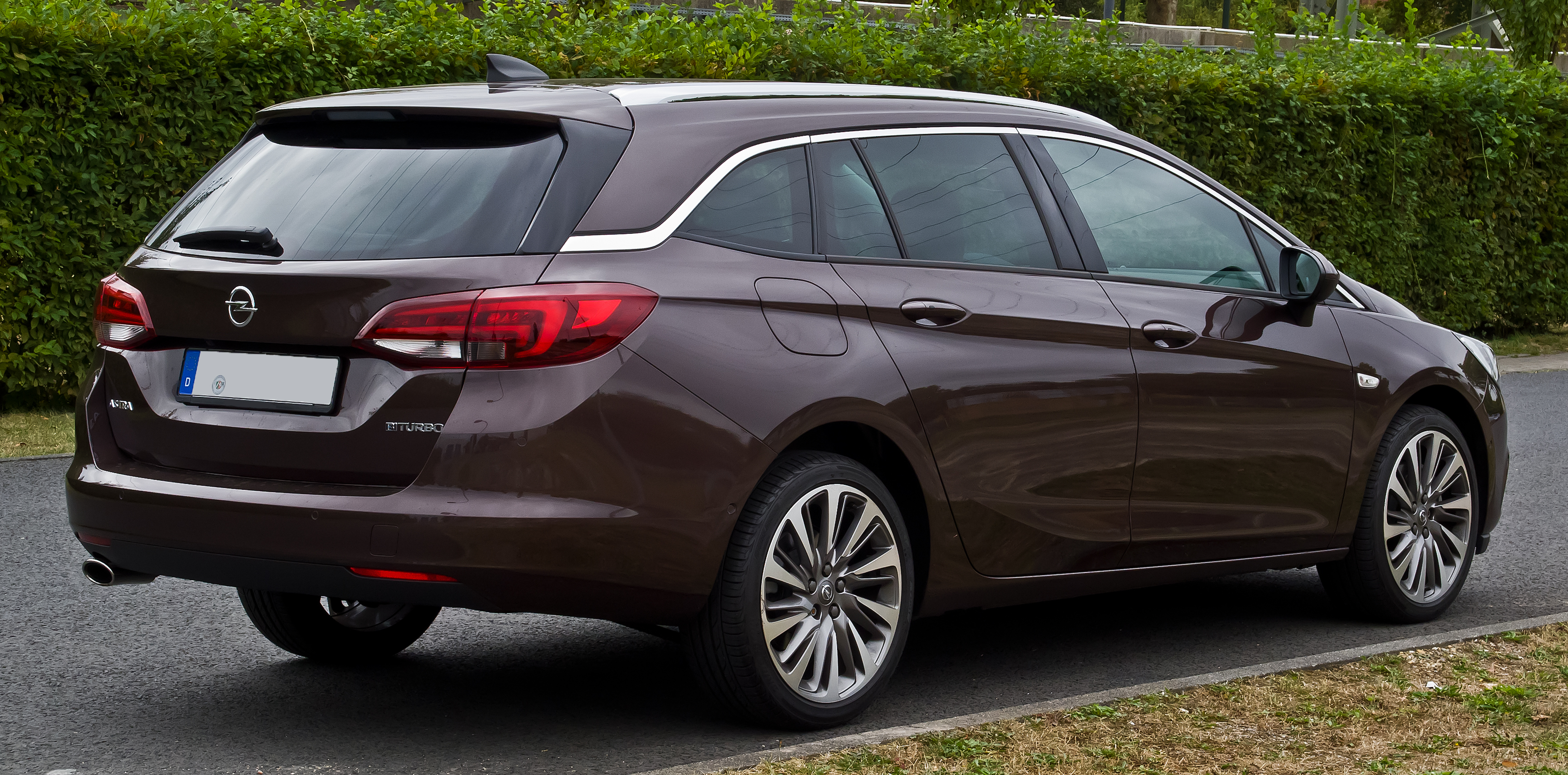
Astra Sports Tourer, Heckansicht
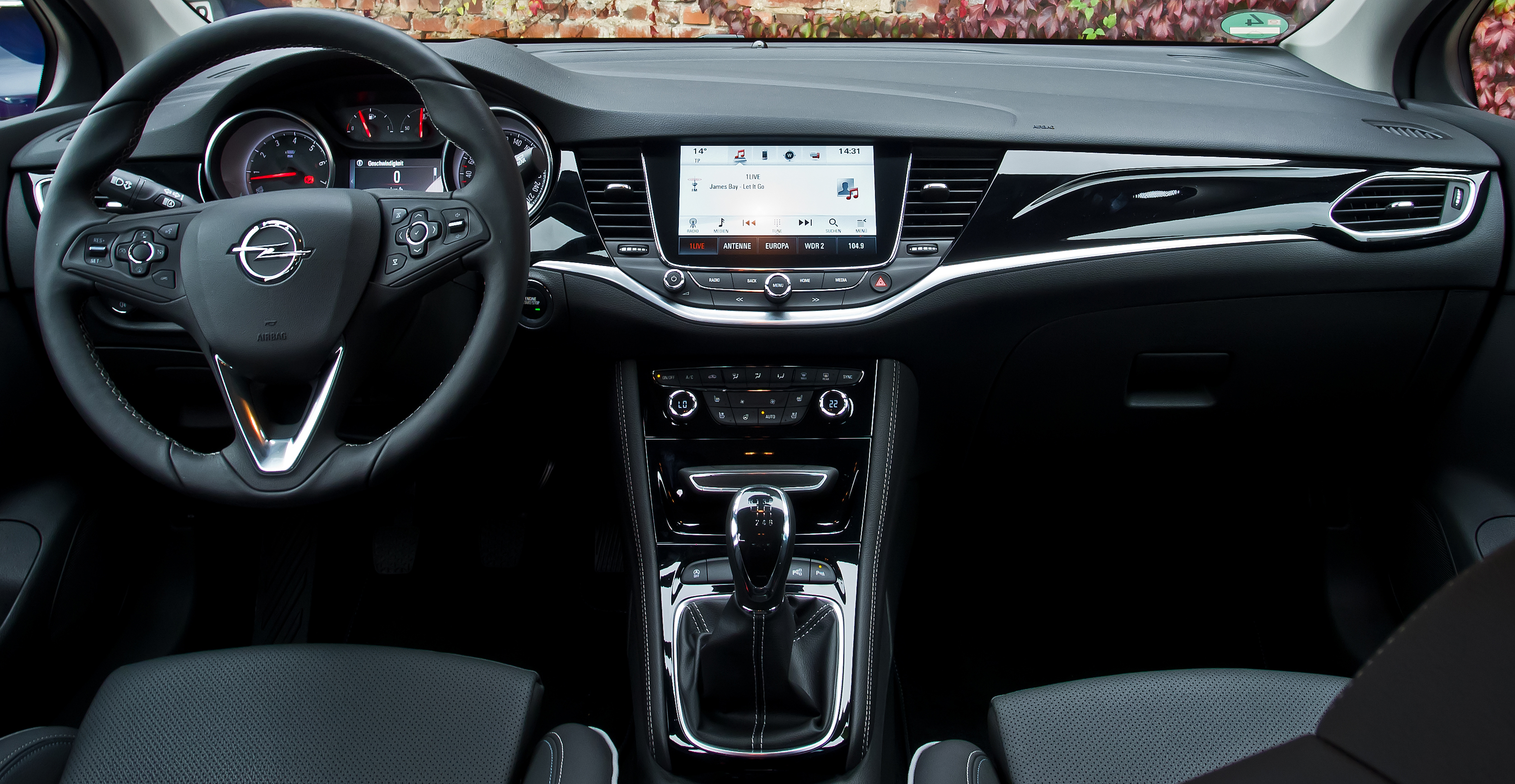
Innenraum (2015–2019)
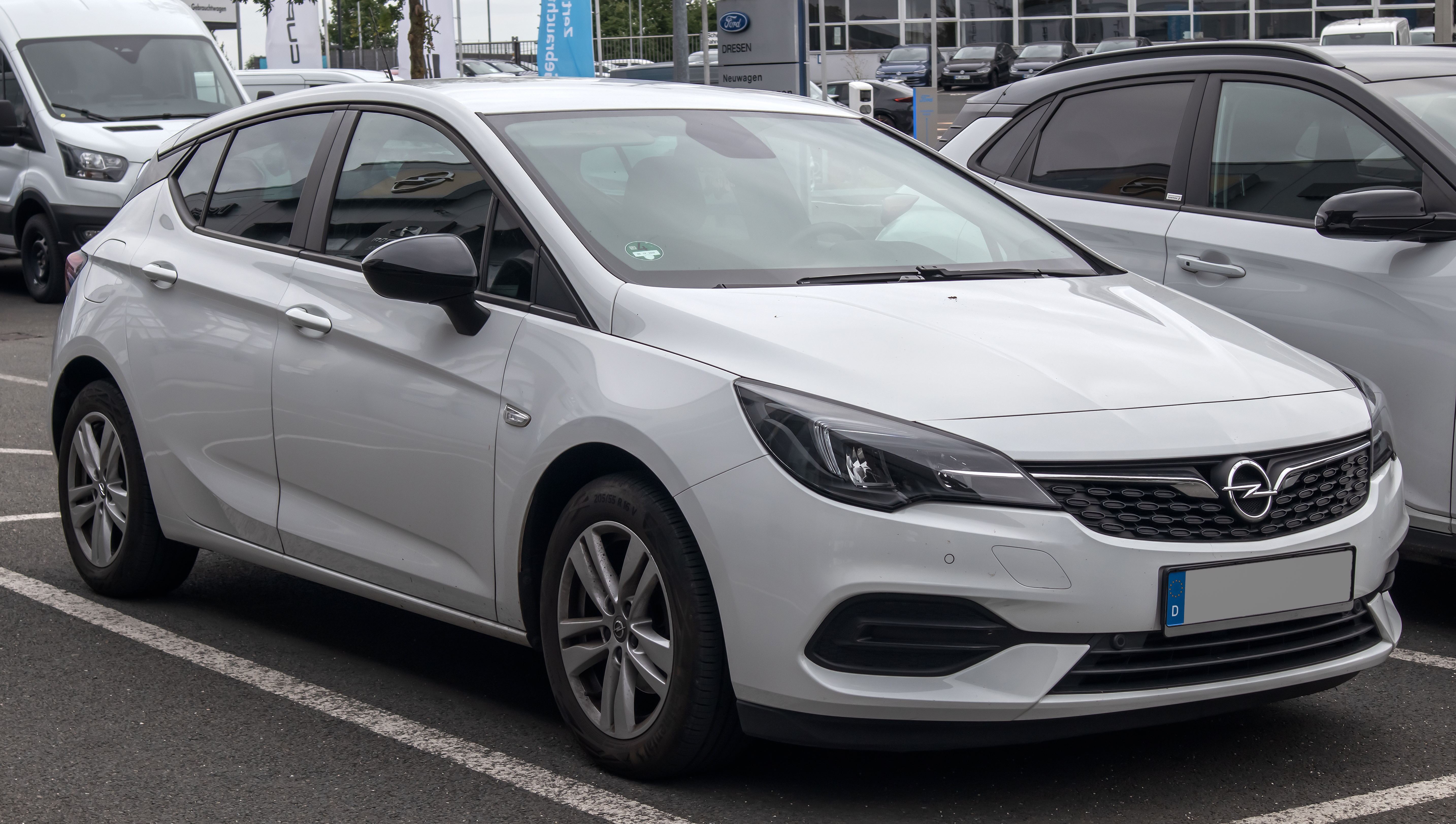
Astra Facelift (2019–2021)
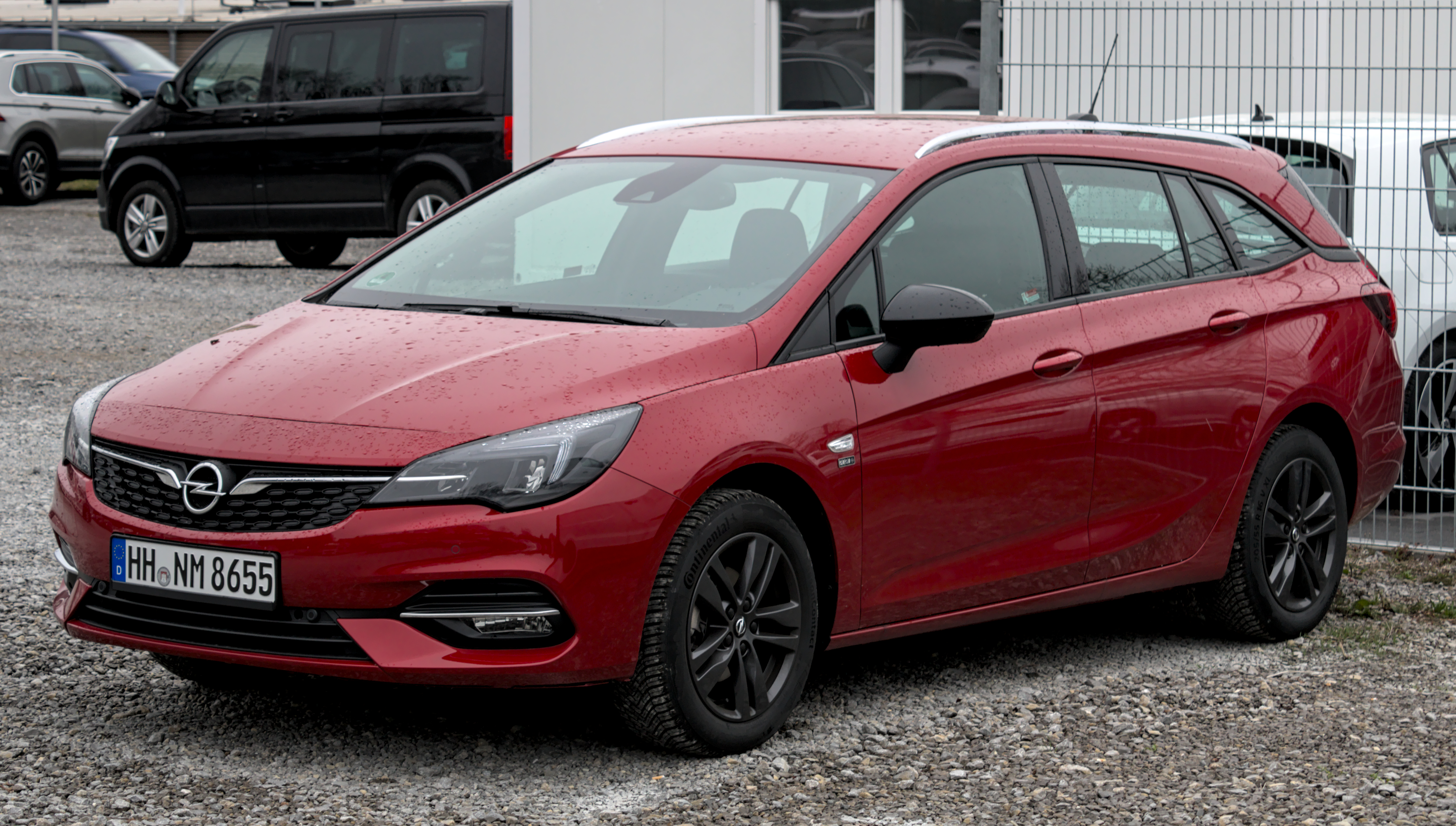
Astra Sports Tourer Facelift (2019–2021)
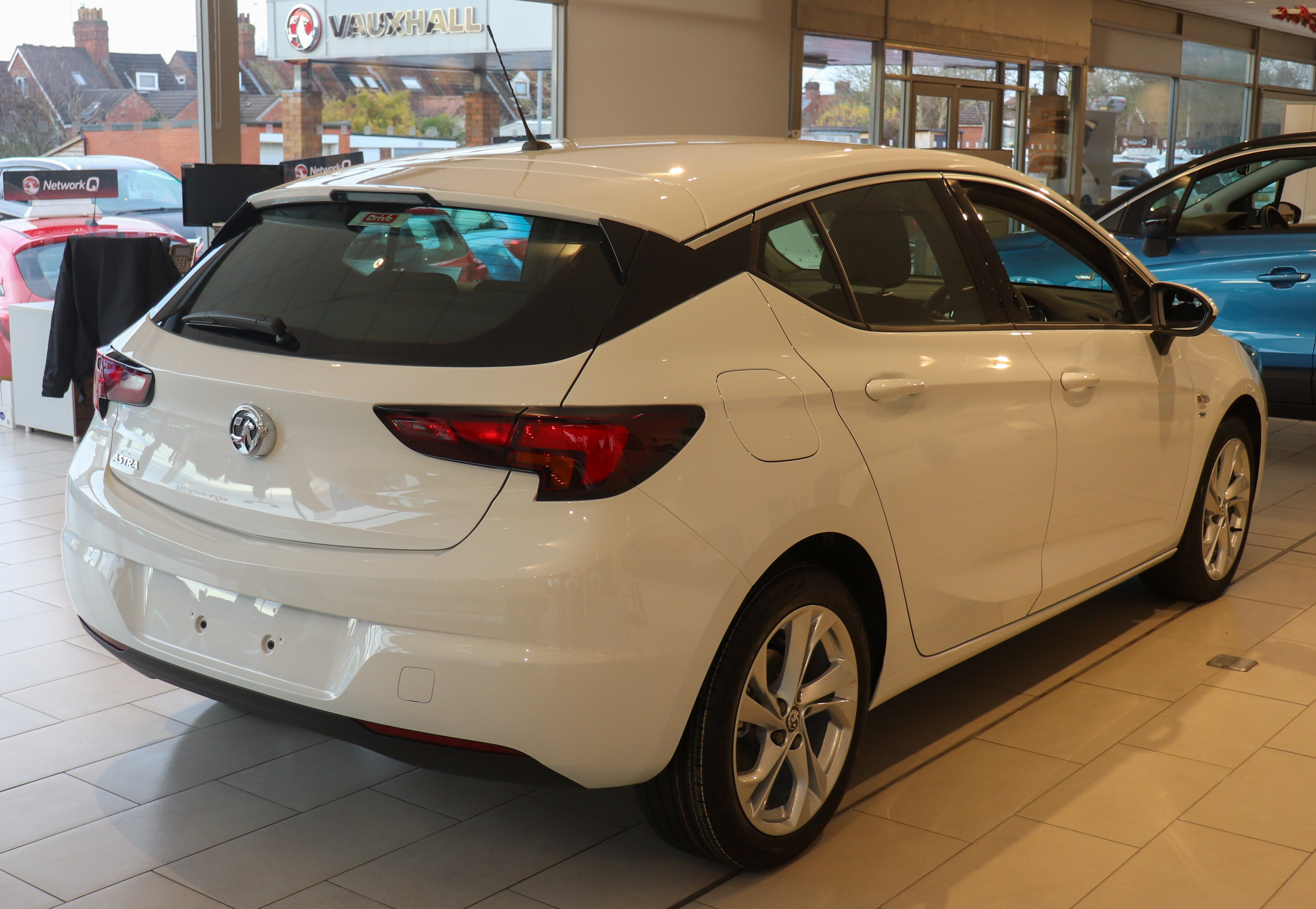
In Großbritannien: Vauxhall Astra

## Technik
Durch Leichtbau konnten 120 bis 200 kg Gewicht eingespart werden, beim Sports Tourer 1.4 Ecotec DI Turbo (Direct Injection Turbo) beispielsweise insgesamt rund 135 Kilogramm. Für die Sicherheit sorgen ultrahochfeste Stähle, die gleichzeitig zur Gewichtsreduzierung beitragen, definierte Lastpfade und Seitenaufprallschutz (vgl. Fünf-Sterne-Ergebnis des NCAP-Crashtests). Vom Sports Tourer ist der Luftwiderstandsbeiwert (cw) von 0,272 bekannt. Mit der Modellpflege 2019 konnte der Wert auf 0,25 verbessert werden (Fließheck 0,26).
Die neu konstruierten Vierzylindermotoren B14XFL und T mit Motorblöcken und Zylinderköpfen aus Aluminium und 1,4 l Hubraum haben Turboaufladung und Direkteinspritzung. Auch ist ein aufgeladener 3-Zylinder-Ottomotor mit ca. 1 l Hubraum („B10XFL“) und mit dem B14XE ein Motor ohne Aufladung im Programm. Darüber hinaus stehen Dieselmotoren zur Wahl (siehe Technische Daten), die eine B- oder A+-Einstufung bezüglich der Effizienz erreichen. Mit der Modellpflege 2019 gab es neue Dreizylindermotoren, die alle die Euro-6d-Abgasnorm erfüllen.
Die Batterie wurde für eine bessere Gewichtsverteilung im Kofferraum platziert. Die Lenkung arbeitet mit einem elektrischen geschwindigkeitsabhängigen Servo. In den Modellvarianten ab  92 kW (125 PS) ist die Verbundlenker-Hinterachse durch ein Watt-Gestänge zur besseren Seitenführung ergänzt.

## Ausstattung
Als Sonderausstattung sind ein adaptives Matrix-LED-Frontlichtsystem mit intelligentem Fernlicht („IntelliLux Matrix-Licht“) sowie LED-Rücklichter erhältlich. Es sind Infotainmentsysteme mit Touchscreen in den Größen von 7 und 8 Zoll verfügbar, die sich über Android Auto und Apple Car Play mit Android- und Apple-Smartphones verbinden lassen.

### Dienste
Der Astra K konnte um den Online-Dienst OnStar erweitert werden, mit dem Opel verschiedene Dienste wie Notfallruf, Parkhaus- oder Hotelsuche anbot. Zum 31. Dezember 2020 wurde dieser Dienst eingestellt, da es sich noch um ein GM-Angebot handelte und Opel seit 2017 zu PSA gehört. Stattdessen war für den Astra K Facelift ab 2019 der Dienst Opel Connect erhältlich, der über die gleichen Funktionen wie OnStar verfügt.

### Sonstiges
Für Fahrer und Beifahrer ist ein Ergonomiesitz mit Gütesiegel AGR (Aktion Gesunder Rücken e. V.) (in den meisten Versionen Sonderausstattung) erhältlich. Seit Januar 2023 darf man bei Astra K-Modellen mit H7-Scheinwerfern die H7-Halogenleuchtmittel gegen LED-Nachrüstleuchtmittel eines bestimmten Herstellers austauschen.

## Ausstattungsvarianten
Je nach Auslieferungsland unterscheiden sich Ausstattungsumfang und Preis. In Deutschland werden/wurden folgende Ausstattungen angeboten:
- Selection (07/2015–07/2019; Basisausstattung)
- Business (07/2015–07/2019)
- Edition (07/2015–12/2021)
- Business Edition (08/2019–12/2021)
- Active (06/2016–2018)
- Dynamic (07/2015–2018)
- Innovation (07/2015–07/2019)
- ON (07/2017–2018)
- Astra (08/2019–12/2021; Basisausstattung)
- Ultimate (07/2017–07/2019, seit 04/2020)
- 120 Jahre Opel (01/2019–11/2019)
- Opel 2020 (11/2019–12/2021)
- GS-Line (08/2019–11/2019, 07/2020–03/2021)
- Elegance (08/2019–12/2021)
- Business Elegance (08/2019–12/2021)
- Design & Tech (04/2021–12/2021)

## Technische Daten

### Ottomotoren
|                                             | 1.0 Turbo (EDIT) 1 ecoFLEX                         | 1.0 Turbo (EDIT) 1 ecoFLEX                         | 1.0 Turbo (EDIT) 1 ecoFLEX                         | 1.2 Turbo                                          | 1.2 Turbo                                          | 1.2 Turbo                                          | 1.4 Turbo                                          | 1.4                                       | 1.4 Turbo (EDIT) (1) (ecoFLEX)                     | 1.4 Turbo (EDIT) (1) (ecoFLEX)                     | 1.4 Turbo (EDIT) (1) (ecoFLEX)                            | 1.4 Turbo (EDIT) (1) (ecoFLEX)                     | 1.6 Turbo (EDIT) (1) ecoFLEX                       | 1.6 Turbo (EDIT) (1) ecoFLEX                       |
| ------------------------------------------- | -------------------------------------------------- | -------------------------------------------------- | -------------------------------------------------- | -------------------------------------------------- | -------------------------------------------------- | -------------------------------------------------- | -------------------------------------------------- | ----------------------------------------- | -------------------------------------------------- | -------------------------------------------------- | --------------------------------------------------------- | -------------------------------------------------- | -------------------------------------------------- | -------------------------------------------------- |
| Bauzeitraum                                 | 06/2018–07/2019                                    | 07/2015–06/2018                                    | 06/2018–07/2019                                    | 08/2019–12/2021                                    | 08/2019–12/2021                                    | 08/2019–12/2021                                    | 08/2019–12/2021                                    | 07/2015–06/2018                           | 07/2015–06/2018                                    | 06/2018–07/2019                                    | 07/2015–06/2018                                           | 06/2018–07/2019                                    | 10/2015–06/2018                                    | 04/2018–04/2019                                    |
| Motorbauart und Zylinderanzahl              | R3-Ottomotor mit Turbolader und Direkteinspritzung | R3-Ottomotor mit Turbolader und Direkteinspritzung | R3-Ottomotor mit Turbolader und Direkteinspritzung | R3-Ottomotor mit Turbolader und Direkteinspritzung | R3-Ottomotor mit Turbolader und Direkteinspritzung | R3-Ottomotor mit Turbolader und Direkteinspritzung | R3-Ottomotor mit Turbolader und Direkteinspritzung | R4-Ottomotor mit Multi-Point-Einspritzung | R4-Ottomotor mit Turbolader und Direkteinspritzung | R4-Ottomotor mit Turbolader und Direkteinspritzung | R4-Ottomotor mit Turbolader und Direkteinspritzung        | R4-Ottomotor mit Turbolader und Direkteinspritzung | R4-Ottomotor mit Turbolader und Direkteinspritzung | R4-Ottomotor mit Turbolader und Direkteinspritzung |
| Motorkennzeichnung                          | D10XFL                                             | B10XFL                                             | D10XFL                                             | F12SHL                                             | F12SHT                                             | F12SHR                                             | F14SHT                                             | B14XE                                     | B14XFL                                             | D14XFL                                             | B14XFT                                                    | D14XFT                                             | B16SHT                                             | D16SHT                                             |
| Hubraum                                     | 998 cm³                                            | 998 cm³                                            | 998 cm³                                            | 1199 cm³                                           | 1199 cm³                                           | 1199 cm³                                           | 1342 cm³                                           | 1399 cm³                                  | 1399 cm³                                           | 1399 cm³                                           | 1399 cm³                                                  | 1399 cm³                                           | 1598 cm³                                           | 1598 cm³                                           |
| max. Leistung bei 1/min                     | 66 kW (90 PS)/ 3700–6000                           | 77 kW (105 PS)/ 5500                               | 77 kW (105 PS)/ 4300–6000                          | 81 kW (110 PS)/ 4500                               | 96 kW (130 PS)/ 5500                               | 107 kW (145 PS)/ 5500                              | 107 kW (145 PS)/ 5000–6000                         | 74 kW (100 PS)/ 6000                      | 92 kW (125 PS)/ 4000–5600                          | 92 kW (125 PS)/ 4000–5600                          | 110 kW (150 PS)/ 5000–5600                                | 110 kW (150 PS)/ 5000–5600                         | 147 kW (200 PS)/ 4700–5500                         | 147 kW (200 PS)/ 5500                              |
| max. Drehmoment bei 1/min                   | 170 Nm/ 1800–3700                                  | 170 Nm/ 1800–4250                                  | 170 Nm/ 1800–4300                                  | 195 Nm/ 2000–3500                                  | 225 Nm/ 2000–3500                                  | 225 Nm/ 2000–3500                                  | 236 Nm/ 1500–3500                                  | 130 Nm/ 4300                              | 245 Nm/ 2000–3500 (230 Nm/ 2000–4000)              | 245 Nm/ 2000–3500 (230 Nm/ 2000–3500)              | 245 Nm/ 2000–4000 (230 Nm/ 2000–4000) [235 Nm/ 2000–4000] | 245 Nm/ 2000–4000 (230 Nm/ 2000–4000)              | 300 Nm/ 1700–4700                                  | 300 Nm/ 1750–4500                                  |
| Getriebe, serienmäßig                       | 5-Gang-Schaltgetriebe                              | 5-Gang-Schaltgetriebe                              | 5-Gang-Schaltgetriebe                              | 6-Gang-Schaltgetriebe                              | 6-Gang-Schaltgetriebe                              | 6-Gang-Schaltgetriebe                              | 7-Stufen-CVT                                       | 6-Gang-Schaltgetriebe                     | 6-Gang-Schaltgetriebe                              | 6-Gang-Schaltgetriebe                              | 6-Gang-Schaltgetriebe                                     | 6-Gang-Schaltgetriebe                              | 6-Gang-Schaltgetriebe                              | 6-Gang-Schaltgetriebe                              |
| Getriebe, optional                          | –                                                  | 5-Gang-Easytronic                                  | –                                                  | –                                                  | –                                                  | –                                                  | –                                                  | –                                         | –                                                  | –                                                  | 6-Stufen-Automatik                                        | 6-Stufen-Automatik                                 | 6-Stufen-Automatik                                 | 6-Stufen-Automatik                                 |
| Höchstgeschwindigkeit                       | 187–188 km/h                                       | 195 km/h [200 km/h]                                | 195 km/h                                           | 200 km/h                                           | 215 km/h                                           | 220 km/h                                           | 210 km/h                                           | 185 km/h                                  | 205 km/h                                           | 205 km/h                                           | 215 km/h (215 km/h) [210 km/h]                            | 215 km/h (215 km/h) [210 km/h]                     | 235 km/h [235 km/h]                                | 235 km/h [235 km/h]                                |
| Beschleunigung, 0–100 km/h, Schrägheck      | (12,2 s)                                           | (11,2 s) [12,7 s]                                  | (11,6 s)                                           | (10,9 s)                                           | (10,5 s)                                           | (10,3 s)                                           | (9,9 s)                                            | 13,4 s                                    | 9,2 s (9,5 s)                                      | 9,2 s (9,5 s)                                      | 8,3 s (8,5 s) [8,9 s]                                     | 8,3 s (8,5 s) [8,7 s]                              | (7,0 s) [7,2 s]                                    | (7,2 s) [7,4 s]                                    |
| Beschleunigung, 0–100 km/h, Sports Tourer   | (12,5 s)                                           | (11,7 s) [12,9 s]                                  | (11,8 s)                                           | (11,1 s)                                           | (10,7 s)                                           | (10,5 s)                                           | (10,1 s)                                           | 13,9 s                                    | 9,6 s (9,9 s)                                      | 9,6 s (9,9 s)                                      | 8,7 s (8,9 s) [9,4 s]                                     | 8,7 s (8,9 s) [9,1 s]                              | (7,7 s) [7,9 s]                                    | (7,9 s) [8,1 s]                                    |
| Kraftstoffverbrauch auf 100 km (kombiniert) | (4,6–5,0 l)                                        | (4,3–4,4 l) [4,2–4,3 l]                            | (4,6–5,0 l)                                        | (4,3–4,6 l)                                        | (4,3–4,5 l)                                        | (4,3–4,6 l)                                        | (4,8–5,0 l)                                        | 5,4–5,5 l                                 | 5,4–5,5 l (4,9–5,1 l)                              | 5,8–6,1 l (5,4–5,7 l)                              | 5,4–5,5 l (4,9–5,1 l) [5,4 l]                             | 5,8–6,2 l (5,4–5,7 l) [5,7–6,1 l]                  | (6,0–6,1 l)                                        | (6,3–6,6 l) [6,4–6,7 l]                            |
| CO2-Emission (kombiniert)                   | (107–115 g/km)                                     | (99–102 g/km) [96–99 g/km]                         | (107–115 g/km)                                     | (99–105 g/km)                                      | (99–104 g/km)                                      | (99–105 g/km)                                      | (112–116 g/km)                                     | 124 g/km                                  | 124–128 g/km (114–117 g/km)                        | 133–141 g/km (125–131 g/km)                        | 124–128 g/km (114–117 g/km) [125 g/km]                    | 134–141 g/km (125–131 g/km) [130–139 g/km]         | (139–142 g/km)                                     | (144–151 g/km) [146–154 g/km]                      |
| Abgasnorm nach EU-Klassifikation            | Euro 6d-TEMP                                       | Euro 6                                             | Euro 6d-TEMP                                       | Euro 6d                                            | Euro 6d                                            | Euro 6d                                            | Euro 6d                                            | Euro 6                                    | Euro 6                                             | Euro 6d-TEMP                                       | Euro 6                                                    | Euro 6d-TEMP                                       | Euro 6                                             | Euro 6d-TEMP                                       |

Werte in eckigen Klammern [ ] für Modelle mit Automatikgetriebe, Werte in runden Klammern ( ) für Modelle mit Start-Stopp-System

### Dieselmotoren
|                                             | 1.5 Diesel                    | 1.5 Diesel                    | 1.5 Diesel                    | 1.6 CDTI                                                   | 1.6 CDTI (ecoFLEX)                                         | 1.6 Diesel                                                 | 1.6 CDTI ecoFLEX                                           | 1.6 Diesel                                                 | 1.6 BiTurbo Diesel                                                | 1.6 BiTurbo CDTI ecoFLEX                                          |
| ------------------------------------------- | ----------------------------- | ----------------------------- | ----------------------------- | ---------------------------------------------------------- | ---------------------------------------------------------- | ---------------------------------------------------------- | ---------------------------------------------------------- | ---------------------------------------------------------- | ----------------------------------------------------------------- | ----------------------------------------------------------------- |
| Bauzeitraum                                 | 08/2019–02/2022               | 08/2019–02/2022               | 08/2019–02/2022               | 07/2015–06/2018                                            | 07/2015–06/2018                                            | 06/2018–07/2019                                            | 07/2015–06/2018                                            | 06/2018–07/2019                                            | 06/2018–04/2019                                                   | 10/2015–06/2018                                                   |
| Motorbauart und Zylinderanzahl              | R3-Dieselmotor mit Turbolader | R3-Dieselmotor mit Turbolader | R3-Dieselmotor mit Turbolader | R4-Dieselmotor mit Turbolader und Common-Rail-Einspritzung | R4-Dieselmotor mit Turbolader und Common-Rail-Einspritzung | R4-Dieselmotor mit Turbolader und Common-Rail-Einspritzung | R4-Dieselmotor mit Turbolader und Common-Rail-Einspritzung | R4-Dieselmotor mit Turbolader und Common-Rail-Einspritzung | R4-Dieselmotor mit Registeraufladung und Common-Rail-Einspritzung | R4-Dieselmotor mit Registeraufladung und Common-Rail-Einspritzung |
| Motorkennzeichnung                          | F15DVC                        | F15DVH                        | F15DVH                        | B16DTC                                                     | B16DTU / B16DTE                                            | D16DTI                                                     | B16DTH                                                     | D16DTH                                                     | D16DTR                                                            | B16DTR                                                            |
| Hubraum                                     | 1496 cm³                      | 1496 cm³                      | 1496 cm³                      | 1598 cm³                                                   | 1598 cm³                                                   | 1598 cm³                                                   | 1598 cm³                                                   | 1598 cm³                                                   | 1598 cm³                                                          | 1598 cm³                                                          |
| max. Leistung bei 1/min                     | 77 kW (105 PS)/ 3250          | 90 kW (122 PS)/ 3500          | 90 kW (122 PS)/ 3500          | 70 kW (95 PS)/ 3500                                        | 81 kW (110 PS)/ 3500                                       | 81 kW (110 PS)/ 3500                                       | 100 kW (136 PS)/ 3500–4000                                 | 100 kW (136 PS)/ 3500–4000                                 | 110 kW (150 PS)/ 4000                                             | 118 kW (160 PS)/ 4000                                             |
| max. Drehmoment bei 1/min                   | 260 Nm/ 1500–2500             | 300 Nm/ 1750–2500             | 285 Nm/ 1500–2750             | 280 Nm/ 1500–1750                                          | 300 Nm/ 1750–2000                                          | 300 Nm/ 1750–2000                                          | 320 Nm/ 2000–2250                                          | 320 Nm/ 2000–2250                                          | 350 Nm/ 1500–2250                                                 | 350 Nm/ 1500–2250                                                 |
| Getriebe, serienmäßig                       | 6-Gang-Schaltgetriebe         | 6-Gang-Schaltgetriebe         | 9-Stufen-Automatik            | 6-Gang-Schaltgetriebe                                      | 6-Gang-Schaltgetriebe                                      | 6-Gang-Schaltgetriebe                                      | 6-Gang-Schaltgetriebe                                      | 6-Gang-Schaltgetriebe                                      | 6-Gang-Schaltgetriebe                                             | 6-Gang-Schaltgetriebe                                             |
| Getriebe, optional                          | –                             | –                             | –                             | –                                                          | –                                                          | –                                                          | 6-Stufen-Automatik                                         | 6-Stufen-Automatik                                         | –                                                                 | –                                                                 |
| Höchstgeschwindigkeit                       | 200 km/h                      | 210 km/h                      | 205 km/h                      | 185 km/h                                                   | 195 km/h                                                   | 200 km/h                                                   | 205 km/h                                                   | 212–213 km/h [207–208 km/h]                                | 222–225 km/h                                                      | 218–220 km/h                                                      |
| Beschleunigung, 0–100 km/h, Schrägheck      | (10,9 s)                      | (10,3 s)                      | (10,9 s)                      | 12,7 s                                                     | 11,0 s                                                     | (11,2 s)                                                   | (9,6 s) [9,7 s]                                            | (9,4 s) [10,0 s]                                           | (9,0 s)                                                           | (8,6 s)                                                           |
| Beschleunigung, 0–100 km/h, Sports Tourer   | (11,1 s)                      | (10,5 s)                      | (11,1 s)                      | 12,9 s                                                     | 11,4 s                                                     | (11,5 s)                                                   | (10,1 s)                                                   | (9,6 s) [10,2 s]                                           | (9,2 s)                                                           | (8,9 s)                                                           |
| Kraftstoffverbrauch auf 100 km (kombiniert) | (3,6–3,8 l)                   | (3,6–3,8 l)                   | (4,6–4,7 l)                   | 3,6–3,7 l                                                  | 3,6–3,7 l (3,4–3,5 l)                                      | (4,4–4,7 l)                                                | (3,7–3,9 l) [4,3–4,5 l]                                    | (4,4–4,7 l) [4,6–5,1 l]                                    | (4,8–5,2 l)                                                       | (4,2 l)                                                           |
| CO2-Emission (kombiniert)                   | (94–100 g/km)                 | (94–100 g/km)                 | (120–125 g/km)                | 95–97 g/km                                                 | 95–97 g/km (90–93 g/km)                                    | (115–125 g/km)                                             | (99–103 g/km) [115–118 g/km]                               | (116–125 g/km) [122–134 g/km]                              | (127–137 g/km)                                                    | (99–103 g/km)                                                     |
| Abgasnorm nach EU-Klassifikation            | Euro 6d                       | Euro 6d                       | Euro 6d                       | Euro 6                                                     | Euro 6                                                     | Euro 6d-TEMP                                               | Euro 6                                                     | Euro 6d-TEMP                                               | Euro 6d-TEMP                                                      | Euro 6                                                            |

Werte in eckigen Klammern [ ] für Modelle mit Automatikgetriebe, Werte in runden Klammern ( ) für Modelle mit Start-Stopp-System

## Bemerkungen
1. ↑   Ein Lastpfad ist der „Pfad“, den die Kraft bei einem Fahrzeugaufprall nimmt.